# قاي لويل
قاي لويل (بالإنجليزية: Guy Lowell) هو مهندس المناظر الطبيعية ومهندس معماري أمريكي، ولد في 6 أغسطس 1870 في بوسطن في الولايات المتحدة، وتوفي في 4 فبراير 1927 في ماديرا في البرتغال.